# Molophilus (Molophilus) kulshanicus
Molophilus (Molophilus) kulshanicus is een tweevleugelige uit de familie steltmuggen (Limoniidae). De soort komt voor in het Nearctisch gebied.